# Liste der Länder nach Anteil an unterernährten Personen

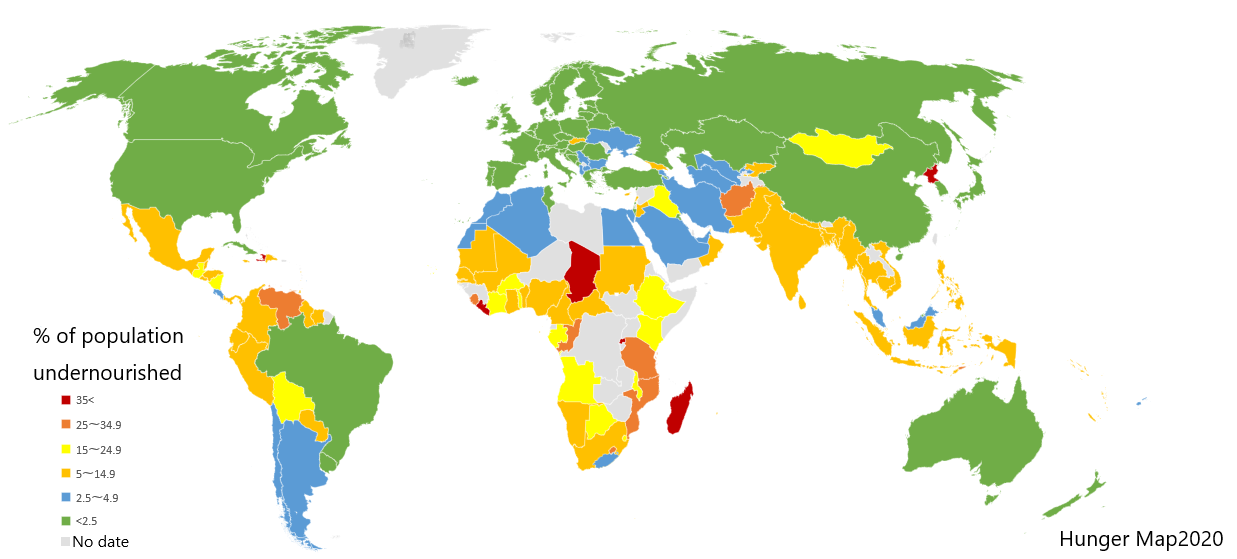
Ernährungslage weltweit

Folgende Liste der Länder nach Anteil an unterernährten Personen sortiert Länder nach dem Anteil an Personen, die untergewichtig sind. Gründe für Unterernährung können Armut, Unterentwicklung, Kriege oder eine nicht ausreichend steigende Kapazität zur Nahrungsmittelerzeugung bei gleichzeitig stark steigender Bevölkerung sein. Weltweit gab es im Jahre 2014 laut den Vereinten Nationen 795 Millionen unterernährte Personen, von denen die große Mehrheit in Asien und Afrika lebte.

## Liste der Länder/Territorien
Anteil der Bevölkerung, die unterernährt ist, als Anteil der Gesamtbevölkerung in den Jahren 2001, 2005, 2010, 2015 und 2020. Quelle ist die Weltbank.
| Land                           | Anteil an der Bevölkerung 2001 | Anteil an der Bevölkerung 2005 | Anteil an der Bevölkerung 2010 | Anteil an der Bevölkerung 2015 | Anteil an der Bevölkerung 2020 |
| ------------------------------ | ------------------------------ | ------------------------------ | ------------------------------ | ------------------------------ | ------------------------------ |
| Somalia                        | 70,6 %                         | 70,8 %                         | 70,4 %                         | 59,9 %                         | 53,1 %                         |
| Zentralafrikanische Republik   | 39,2 %                         | 39,6 %                         | 30,3 %                         | 49,9 %                         | 52,2 %                         |
| Madagaskar                     | 33,8 %                         | 33,4 %                         | 28,2 %                         | 40,2 %                         | 48,5 %                         |
| Haiti                          | 50,7 %                         | 52,9 %                         | 44,4 %                         | 42,4 %                         | 47,2 %                         |
| Nordkorea                      | 35,7 %                         | 33,8 %                         | 39,1 %                         | 40,3 %                         | 41,6 %                         |
| Jemen                          | 26,7 %                         | 27,8 %                         | 27,1 %                         | 43,4 %                         | 41,4 %                         |
| Demokratische Republik Kongo   | 32,2 %                         | 34,6 %                         | 34,2 %                         | 35,5 %                         | 39,8 %                         |
| Liberia                        | 36,6 %                         | 35,8 %                         | 34,5 %                         | 36,4 %                         | 38,3 %                         |
| Ruanda                         | 38,5 %                         | 35,3 %                         | 31,4 %                         | 35,3 %                         | 35,8 %                         |
| Lesotho                        | 20,0 %                         | 13,7 %                         | 11,6 %                         | 30,3 %                         | 34,7 %                         |
| Mosambik                       | 36,5 %                         | 33,3 %                         | 24,1 %                         | 29,7 %                         | 32,7 %                         |
| Tschad                         | 38,8 %                         | 37,8 %                         | 31,4 %                         | 28,0 %                         | 32,7 %                         |
| Republik Kongo                 | 27,0 %                         | 34,0 %                         | 36,5 %                         | 25,2 %                         | 31,6 %                         |
| Afghanistan                    | 47,8 %                         | 36,1 %                         | 21,2 %                         | 21,5 %                         | 29,8 %                         |
| Sierra Leone                   | 50,7 %                         | 46,7 %                         | 29,1 %                         | 25,8 %                         | 27,4 %                         |
| Kenia                          | 32,2 %                         | 28,5 %                         | 22,2 %                         | 21,5 %                         | 26,9 %                         |
| Osttimor                       | 41,5 %                         | 32,2 %                         | 31,2 %                         | 24,5 %                         | 26,2 %                         |
| Äthiopien                      | 47,0 %                         | 37,1 %                         | 24,7 %                         | 14,8 %                         | 24,9 %                         |
| Venezuela                      | 14,9 %                         | 8,4 %                          | <3 %                           | 11,3 %                         | 22,9 %                         |
| Tansania                       | 33,1 %                         | 28,4 %                         | 25,6 %                         | 22,5 %                         | 22,6 %                         |
| Botswana                       | 23,7 %                         | 22,6 %                         | 21,5 %                         | 19,6 %                         | 21,9 %                         |
| Gambia                         | 17,8 %                         | 21,7 %                         | 10,4 %                         | 11,0 %                         | 21,6 %                         |
| Papua-Neuguinea                | 26,3 %                         | 27,4 %                         | 26,2 %                         | 23,0 %                         | 21,6 %                         |
| Angola                         | 67,5 %                         | 52,2 %                         | 23,9 %                         | 14,5 %                         | 20,8 %                         |
| Togo                           | 31,3 %                         | 27,7 %                         | 20,8 %                         | 20,5 %                         | 18,8 %                         |
| Nicaragua                      | 27,5 %                         | 23,3 %                         | 20,0 %                         | 19,0 %                         | 18,6 %                         |
| Salomonen                      | 13,3 %                         | 12,5 %                         | 13,7 %                         | 18,5 %                         | 18,1 %                         |
| Burkina Faso                   | 22,6 %                         | 17,5 %                         | 13,3 %                         | 12,0 %                         | 18,0 %                         |
| Namibia                        | 13,5 %                         | 18,2 %                         | 28,8 %                         | 21,0 %                         | 18,0 %                         |
| Malawi                         | 23,6 %                         | 22,5 %                         | 15,5 %                         | 16,0 %                         | 17,8 %                         |
| Kap Verde                      | 14,5 %                         | 11,0 %                         | 14,2 %                         | 16,8 %                         | 17,7 %                         |
| Gabun                          | 10,7 %                         | 14,3 %                         | 14,7 %                         | 13,9 %                         | 17,2 %                         |
| Jordanien                      | 9,7 %                          | 5,5 %                          | 6,2 %                          | 6,3 %                          | 16,9 %                         |
| Pakistan                       | 21,1 %                         | 17,6 %                         | 15,4 %                         | 12,8 %                         | 16,9 %                         |
| Indien                         | 18,4 %                         | 21,6 %                         | 15,9 %                         | 14,5 %                         | 16,3 %                         |
| Guatemala                      | 22,2 %                         | 18,9 %                         | 16,4 %                         | 17,3 %                         | 16,0 %                         |
| Irak                           | 22,1 %                         | 17,9 %                         | 15,0 %                         | 18,4 %                         | 15,9 %                         |
| Ecuador                        | 21,0 %                         | 22,4 %                         | 12,3 %                         | 9,0 %                          | 15,4 %                         |
| Honduras                       | 21,9 %                         | 22,3 %                         | 15,8 %                         | 14,5 %                         | 15,3 %                         |
| Bolivien                       | 27,9 %                         | 26,8 %                         | 20,4 %                         | 14,3 %                         | 13,9 %                         |
| Dschibuti                      | 42,0 %                         | 31,3 %                         | 22,4 %                         | 14,2 %                         | 13,5 %                         |
| São Tomé und Príncipe          | 14,7 %                         | 9,0 %                          | 13,0 %                         | 12,9 %                         | 13,5 %                         |
| Sudan                          | 21,5 %                         | 18,9 %                         | 16,5 %                         | 11,2 %                         | 12,8 %                         |
| Nigeria                        | 8,9 %                          | 7,1 %                          | 8,2 %                          | 9,2 %                          | 12,7 %                         |
| Vanuatu                        | 7,5 %                          | 6,9 %                          | 6,3 %                          | 10,3 %                         | 11,9 %                         |
| Bangladesch                    | 15,9 %                         | 14,2 %                         | 15,2 %                         | 14,0 %                         | 11,4 %                         |
| Eswatini                       | 10,5 %                         | 9,2 %                          | 17,6 %                         | 12,8 %                         | 11,0 %                         |
| Libanon                        | 7,8 %                          | 10,9 %                         | 5,7 %                          | 5,9 %                          | 10,9 %                         |
| Mauretanien                    | 8,3 %                          | 9,4 %                          | 8,2 %                          | 8,3 %                          | 10,1 %                         |
| Mali                           | 16,2 %                         | 13,3 %                         | 5,8 %                          | 3,4 %                          | 9,8 %                          |
| Oman                           | 12,3 %                         | 9,6 %                          | 7,7 %                          | 8,1 %                          | 9,8 %                          |
| Weltdurchschnitt               | 13,1 %                         | 12,3 %                         | 8,6 %                          | 8,0 %                          | 9,3 %                          |
| Thailand                       | 17,3 %                         | 11,9 %                         | 9,9 %                          | 7,3 %                          | 8,8 %                          |
| Paraguay                       | 10,5 %                         | 9,5 %                          | 7,7 %                          | 7,4 %                          | 8,7 %                          |
| Peru                           | 21,5 %                         | 18,8 %                         | 8,7 %                          | 5,9 %                          | 8,3 %                          |
| Kolumbien                      | 8,7 %                          | 11,2 %                         | 12,9 %                         | 6,5 %                          | 8,2 %                          |
| Suriname                       | 11,8 %                         | 9,7 %                          | 7,3 %                          | 7,8 %                          | 8,2 %                          |
| Mauritius                      | 5,7 %                          | 5,1 %                          | 4,3 %                          | 5,6 %                          | 7,8 %                          |
| El Salvador                    | 7,2 %                          | 9,1 %                          | 10,5 %                         | 10,6 %                         | 7,7 %                          |
| Georgien                       | 7,7 %                          | 4,1 %                          | 6,7 %                          | 8,1 %                          | 7,6 %                          |
| St. Vincent und die Grenadinen | 13,4 %                         | 7,9 %                          | 5,8 %                          | 5,9 %                          | 7,6 %                          |
| Senegal                        | 24,1 %                         | 18,1 %                         | 11,3 %                         | 10,7 %                         | 7,5 %                          |
| Trinidad und Tobago            | 10,0 %                         | 11,1 %                         | 8,2 %                          | 6,8 %                          | 7,5 %                          |
| Benin                          | 17,2 %                         | 12,0 %                         | 8,2 %                          | 7,3 %                          | 7,4 %                          |
| Belize                         | 5,8 %                          | 5,7 %                          | 6,5 %                          | 7,8 %                          | 7,4 %                          |
| Dominica                       | 3,7 %                          | 5,4 %                          | 4,8 %                          | 5,3 %                          | 6,9 %                          |
| Jamaika                        | 7,4 %                          | 7,4 %                          | 9,7 %                          | 9,7 %                          | 6,9 %                          |
| Südafrika                      | 3,9 %                          | 3,4 %                          | 3,7 %                          | 5,2 %                          | 6,9 %                          |
| Neukaledonien                  | 8,4 %                          | 9,6 %                          | 7,3 %                          | 6,2 %                          | 6,8 %                          |
| Kamerun                        | 22,9 %                         | 15,9 %                         | 7,1 %                          | 5,4 %                          | 6,7 %                          |
| Dominikanische Republik        | 20,4 %                         | 19,2 %                         | 13,0 %                         | 7,4 %                          | 6,7 %                          |
| Indonesien                     | 19,2 %                         | 19,2 %                         | 13,0 %                         | 7,2 %                          | 6,5 %                          |
| Kambodscha                     | 23,6 %                         | 17,0 %                         | 11,2 %                         | 8,9 %                          | 6,3 %                          |
| Mexiko                         | 3,3 %                          | 4,4 %                          | 4,8 %                          | 5,0 %                          | 6,1 %                          |
| Brunei                         | 20,0 %                         | 17,0 %                         | 11,4 %                         | 7,4 %                          | 5,9 %                          |
| Panama                         | 24,5 %                         | 21,6 %                         | 10,9 %                         | 8,1 %                          | 5,8 %                          |
| Fidschi                        | 4,0 %                          | 3,7 %                          | 5,6 %                          | 6,5 %                          | 5,7 %                          |
| Vietnam                        | 19,7 %                         | 15,5 %                         | 10,9 %                         | 8,1 %                          | 5,7 %                          |
| Vereinigte Arabische Emirate   | 2,8 %                          | 8,0 %                          | 8,4 %                          | 6,5 %                          | 5,6 %                          |
| Marokko                        | 6,3 %                          | 5,5 %                          | 5,1 %                          | 3,8 %                          | 5,6 %                          |
| Nepal                          | 23,5 %                         | 16,8 %                         | 9,9 %                          | 5,3 %                          | 5,5 %                          |
| Kirgisistan                    | 15,0 %                         | 8,5 %                          | 7,3 %                          | 6,3 %                          | 5,3 %                          |
| Philippinen                    | 18,7 %                         | 14,4 %                         | 12,2 %                         | 10,2 %                         | 5,2 %                          |
| Ägypten                        | 5,2 %                          | 6,4 %                          | 4,5 %                          | 4,4 %                          | 5,1 %                          |
| Laos                           | 31,2 %                         | 22,4 %                         | 14,1 %                         | 6,7 %                          | 5,1 %                          |
| Guyana                         | 6,5 %                          | 7,1 %                          | 8,7 %                          | 6,8 %                          | 4,9 %                          |
| Macau                          | 21,2 %                         | 16,0 %                         | 9,7 %                          | 5,1 %                          | 4,8 %                          |
| Elfenbeinküste                 | 20,4 %                         | 18,3 %                         | 13,6 %                         | 8,3 %                          | 4,4 %                          |
| Samoa                          | 3,5 %                          | 3,4 %                          | 4,2 %                          | 4,4 %                          | 4,4 %                          |
| Kiribati                       | 4,4 %                          | 5,3 %                          | 4,4 %                          | 3,2 %                          | 4,2 %                          |
| Brasilien                      | 10,7 %                         | 6,5 %                          | 3,7 %                          | 2,5 %                          | 4,1 %                          |
| Ghana                          | 14,9 %                         | 11,2 %                         | 6,1 %                          | 7,7 %                          | 4,1 %                          |
| Iran                           | 4,8 %                          | 5,2 %                          | 6,1 %                          | 4,7 %                          | 4,1 %                          |
| Französisch-Polynesien         | 4,2 %                          | 3,8 %                          | 3,5 %                          | 3,6 %                          | 4,0 %                          |
| Albanien                       | 4,9 %                          | 8,9 %                          | 5,8 %                          | 4,9 %                          | 3,9 %                          |
| Slowakei                       | 6,1 %                          | 5,5 %                          | 5,0 %                          | 5,8 %                          | 3,8 %                          |
| Argentinien                    | 3,0 %                          | 3,7 %                          | 3,1 %                          | 2,5 %                          | 3,7 %                          |
| Saudi-Arabien                  | 4,9 %                          | 4,8 %                          | 5,9 %                          | 3,7 %                          | 3,7 %                          |
| Mongolei                       | 31,1 %                         | 29,6 %                         | 16,5 %                         | 8,4 %                          | 3,6 %                          |
| Armenien                       | 26,1 %                         | 12,3 %                         | 3,7 %                          | 2,8 %                          | 3,5 %                          |
| Turkmenistan                   | 6,8 %                          | 4,2 %                          | 4,3 %                          | 3,4 %                          | 3,5 %                          |
| Barbados                       | 6,4 %                          | 6,1 %                          | 4,3 %                          | 4,3 %                          | 3,4 %                          |
| Costa Rica                     | 4,7 %                          | 4,4 %                          | 4,6 %                          | 4,1 %                          | 3,4 %                          |
| Sri Lanka                      | 16,7 %                         | 14,0 %                         | 9,6 %                          | 5,2 %                          | 3,4 %                          |
| Nordmazedonien                 | 7,5 %                          | 5,0 %                          | 3,4 %                          | 3,3 %                          | 3,3 %                          |
| Serbien                        | 3,1 %                          | 2,5 %                          | 2,5 %                          | 4,1 %                          | 3,3 %                          |
| Japan                          | 2,5 %                          | 2,5 %                          | 2,7 %                          | 2,5 %                          | 3,2 %                          |
| Myanmar                        | 37,6 %                         | 27,8 %                         | 10,2 %                         | 4,2 %                          | 3,1 %                          |
| Tunesien                       | 4,4 %                          | 4,3 %                          | 3,4 %                          | 2,5 %                          | 3,1 %                          |
| Bulgarien                      | 4,0 %                          | 4,9 %                          | 4,0 %                          | 3,4 %                          | 3,0 %                          |
| Ukraine                        | 3,0 %                          | <3 %                           | <3 %                           | <3 %                           | <3 %                           |
| Kuwait                         | 2,6 %                          | <3 %                           | <3 %                           | <3 %                           | 2,7 %                          |
| Chile                          | 3,4 %                          | 3,1 %                          | 3,4 %                          | 3,1 %                          | 2,6 %                          |
| Australien                     | <3 %                           | <3 %                           | <3 %                           | <3 %                           | <3 %                           |
| Österreich                     | <3 %                           | <3 %                           | <3 %                           | <3 %                           | <3 %                           |
| Aserbaidschan                  | 17,0 %                         | 4,8 %                          | <3 %                           | <3 %                           | <3 %                           |
| Belgien                        | <3 %                           | <3 %                           | <3 %                           | <3 %                           | <3 %                           |
| Bosnien und Herzegowina        | 3,2 %                          | <3 %                           | <3 %                           | <3 %                           | <3 %                           |
| Belarus                        | <3 %                           | <3 %                           | <3 %                           | <3 %                           | <3 %                           |
| Kanada                         | <3 %                           | <3 %                           | <3 %                           | <3 %                           | <3 %                           |
| Schweiz                        | <3 %                           | <3 %                           | <3 %                           | <3 %                           | <3 %                           |
| Volksrepublik China            | 10,0                           | 7,0                            | <3 %                           | <3 %                           | <3 %                           |
| Kuba                           | <3 %                           | <3 %                           | <3 %                           | <3 %                           | <3 %                           |
| Zypern                         | 5,1 %                          | 7,6 %                          | 3,0 %                          | <3 %                           | <3 %                           |
| Tschechien                     | <3 %                           | <3 %                           | <3 %                           | <3 %                           | <3 %                           |
| Deutschland                    | <3 %                           | <3 %                           | <3 %                           | <3 %                           | <3 %                           |
| Dänemark                       | <3 %                           | <3 %                           | <3 %                           | <3 %                           | <3 %                           |
| Algerien                       | 8,0 %                          | 6,7 %                          | 4,3 %                          | 2,8 %                          | <3 %                           |
| Spanien                        | <3 %                           | <3 %                           | <3 %                           | <3 %                           | <3 %                           |
| Estland                        | 3,6                            | <3 %                           | <3 %                           | <3 %                           | <3 %                           |
| Finnland                       | <3 %                           | <3 %                           | <3 %                           | <3 %                           | <3 %                           |
| Frankreich                     | <3 %                           | <3 %                           | <3 %                           | <3 %                           | <3 %                           |
| Vereinigtes Königreich         | <3 %                           | <3 %                           | <3 %                           | <3 %                           | <3 %                           |
| Griechenland                   | <3 %                           | <3 %                           | <3 %                           | <3 %                           | <3 %                           |
| Hongkong                       | <3 %                           | <3 %                           | <3 %                           | <3 %                           | <3 %                           |
| Kroatien                       | 6,8 %                          | <3 %                           | <3 %                           | <3 %                           | <3 %                           |
| Ungarn                         | <3 %                           | <3 %                           | <3 %                           | <3 %                           | <3 %                           |
| Irland                         | <3 %                           | <3 %                           | <3 %                           | <3 %                           | <3 %                           |
| Island                         | <3 %                           | <3 %                           | <3 %                           | <3 %                           | <3 %                           |
| Israel                         | <3 %                           | <3 %                           | <3 %                           | <3 %                           | <3 %                           |
| Italien                        | <3 %                           | <3 %                           | <3 %                           | <3 %                           | <3 %                           |
| Kasachstan                     | 6,5 %                          | 7,3 %                          | 3,2 %                          | <3 %                           | <3 %                           |
| Südkorea                       | <3 %                           | <3 %                           | <3 %                           | <3 %                           | <3 %                           |
| Litauen                        | <3 %                           | <3 %                           | <3 %                           | <3 %                           | <3 %                           |
| Luxemburg                      | <3 %                           | <3 %                           | <3 %                           | <3 %                           | <3 %                           |
| Lettland                       | 4,6                            | <3 %                           | <3 %                           | <3 %                           | <3 %                           |
| Malta                          | <3 %                           | <3 %                           | <3 %                           | <3 %                           | <3 %                           |
| Montenegro                     | 9,6 %                          | 5,5 %                          | <3 %                           | <3 %                           | <3 %                           |
| Malaysia                       | <3 %                           | 3,2 %                          | 3,4 %                          | 3,8 %                          | <3 %                           |
| Niederlande                    | <3 %                           | <3 %                           | <3 %                           | <3 %                           | <3 %                           |
| Norwegen                       | <3 %                           | <3 %                           | <3 %                           | <3 %                           | <3 %                           |
| Neuseeland                     | <3 %                           | <3 %                           | <3 %                           | <3 %                           | <3 %                           |
| Polen                          | <3 %                           | <3 %                           | <3 %                           | <3 %                           | <3 %                           |
| Puerto Rico                    | <3 %                           | <3 %                           | <3 %                           | <3 %                           | <3 %                           |
| Rumänien                       | <3 %                           | <3 %                           | <3 %                           | <3 %                           | <3 %                           |
| Russland                       | 4,0                            | <3 %                           | <3 %                           | <3 %                           | <3 %                           |
| Slowenien                      | <3 %                           | <3 %                           | <3 %                           | <3 %                           | <3 %                           |
| Schweden                       | <3 %                           | <3 %                           | <3 %                           | <3 %                           | <3 %                           |
| Türkei                         | <3 %                           | <3 %                           | <3 %                           | <3 %                           | <3 %                           |
| Uruguay                        | 3,6 %                          | 3,9 %                          | <3 %                           | <3 %                           | <3 %                           |
| Vereinigte Staaten             | <3 %                           | <3 %                           | <3 %                           | <3 %                           | <3 %                           |
| Usbekistan                     | 17,9 %                         | 14,7 %                         | 5,4 %                          | <3 %                           | <3 %                           |

## Liste nach Weltregion
Anteil der Bevölkerung, die unterernährt ist, als Anteil der Gesamtbevölkerung in den Jahren 2001, 2005, 2010, 2015 und 2020 in verschiedenen Region. Quelle ist die Weltbank.
| Region                     | Anteil an der Bevölkerung 2001 | Anteil an der Bevölkerung 2005 | Anteil an der Bevölkerung 2010 | Anteil an der Bevölkerung 2015 | Anteil an der Bevölkerung 2020 |
| -------------------------- | ------------------------------ | ------------------------------ | ------------------------------ | ------------------------------ | ------------------------------ |
| Subsahara-Afrika           | 25,9 %                         | 22,9 %                         | 18,5 %                         | 17,3 %                         | 20,9 %                         |
| Südasien                   | 18,9 %                         | 20,5 %                         | 15,7 %                         | 14,1 %                         | 15,9 %                         |
| Ostasien und Pazifik       | 12,2 %                         | 10,4 %                         | 5,8 %                          | 4,4 %                          | 4,0 %                          |
| Vorderasien und Nordafrika | 8,4 %                          | 8,4 %                          | 7,5 %                          | 8,3 %                          | 8,6 %                          |
| Lateinamerika und Karibik  | 10,8 %                         | 9,3 %                          | 6,9 %                          | 6,0 %                          | 7,8 %                          |
| Europa und Zentralasien    | <3 %                           | <3 %                           | <3 %                           | <3 %                           | <3 %                           |
| Nordamerika                | <3 %                           | <3 %                           | <3 %                           | <3 %                           | <3 %                           |
| Welt                       | 13,1 %                         | 12,3 %                         | 8,6 %                          | 8,0 %                          | 9,3 %                          |

## Historische Entwicklung
Weltweit gab es im Jahre 2014, laut der UN, 795 Millionen unterernährte Personen. Im Jahre 1990 waren es noch 1,011 Milliarden Personen. Der Anteil der Unterernährten sank damit von ca. 19 % 1990 auf 11,4 % im Jahre 2014. Im Jahre 1970 hatte er noch bei 37 % gelegen. Historiker gehen davon aus, dass bis zum Zeitalter der Industrialisierung stets über 90 % der Weltbevölkerung am Rande des Hungers lebten.